# George Washington Bridges
George Washington Bridges (* 9. Oktober 1825 in Charleston, Bradley County, Tennessee; † 16. März 1873 in Athens, Tennessee) war ein US-amerikanischer Politiker. Im Jahr 1863 vertrat er den Bundesstaat Tennessee im US-Repräsentantenhaus.

## Werdegang
George Bridges besuchte die East Tennessee University in Knoxville. Nach einem anschließenden Jurastudium und seiner im Jahr 1848 erfolgten Zulassung als Rechtsanwalt begann er in Athens in seinem neuen Beruf zu arbeiten. Außerdem wurde er in der Landwirtschaft und in der Politik tätig. Zwischen 1849 und 1860 war Bridges Attorney General des Staates Tennessee. Im Vorfeld des Bürgerkrieges bekannte er sich zur Union.
Bei den Kongresswahlen des Jahres 1860 wurde er als Unionist in das US-Repräsentantenhaus in Washington, D.C. gewählt. Dort hätte er am 4. März 1861 sein neues Mandat antreten sollen. Auf dem Weg in die Bundeshauptstadt wurde er von Truppen der Konföderation abgefangen und festgenommen. Er wurde nach Tennessee zurückgebracht und über ein Jahr lang inhaftiert. Dann gelang ihm die Flucht in den Norden. Am 25. Februar 1863 konnte er sein Abgeordnetenmandat im Kongress dann doch noch für etwas mehr als eine Woche bis zum Ende der laufenden Legislaturperiode am 3. März dieses Jahres einnehmen.
Zwischen August 1863 und Dezember 1864 diente er als Offizier im Heer der Union. Dabei erreichte er den Rang eines Oberstleutnants. In den Jahren 1866 und 1867 war George Bridges Richter im vierten Gerichtsbezirk von Tennessee. Er starb am 16. März 1873 im Athens.